# Sonnenbühl
Sonnenbühl – miejscowość i gmina w Niemczech, w kraju związkowym Badenia-Wirtembergia, w rejencji Tybinga, w regionie Neckar-Alb, w powiecie Reutlingen. Leży w Jurze Szwabskiej), ok. 12 km na południe od centrum Reutlingen.
Na terenie gminy znajduje się kompleks jaskiń Bärenhöhle.

## Dzielnice
W skład gminy Sonnenbühl w wyniku reformy z 1975 wchodzą cztery dzielnice: Erpfingen, Genkingen, Undingen i Willmandingen.